# Aba Sul
Aba South é uma área de governo local do estado de Abia, na Nigéria. Sua sede é na cidade de Aba. 
Possui uma área de 49 km² e uma população de 423.852 no censo de 2006.
O código postal é 450.